# Kunijo kabuki ekotoba
Il Kunijo Kabuki ekotoba (國女歌舞妓繪詞, 'Illustrazioni e parole sul Kabuki di Okuni') assieme all'Okuni Kabuki kozu ('Vecchie illustrazioni dell'Okuni-kabuki'), il Kabuki no shōshi ('Libro sul Kabuki') e il Kabuki shōshi emaki ('Rotolo illustrato sul Kabuki'), è un manoscritto illustrato che informa sugli inizi del Kabuki e che risale ai primi anni del periodo Tokugawa.
Solo questi quattro documenti dell'epoca dispongono di testi e immagini e, per questo motivo, risultano estremamente importanti ai fini della ricerca. Sono alla base della leggenda di Okuni.
Il Kunijo Kabuki ekotoba, che si trova attualmente nella biblioteca dell'università di Kyōto, resta il documento illustrato più autorevole in materia.

## Contenuto
Allo scopo di testimoniare il fascino che la danzatrice esercitava sugli spettatori, l'opera tenta di riprodurre sulla pagina uno spettacolo con le canzoni, i dialoghi e le immagini della scena.
Lo spettacolo ricostruito nei pannelli racconta dell'incontro tra Okuni e Nagoya Sanzaburō avvenuto dopo la morte di lui, una storia che diventa il pretesto per celebrare il piacere del canto e della danza, arti che aiutano a dissipare ogni tristezza.
Nel testo si narra di un gran sacerdote del tempio di Izumo che, dopo aver istruito sua figlia Okuni nella danza, decide di mandarla alla capitale, dove si esibisce davanti ai bei ciliegi in fiore del tempio Kitano. Inizia a ballare un nenbutsu odori, quando appare lo spirito di Nagoya, invocato dai canti e dai suoni dello shōyo ('gong giapponese').
Egli si presenta come un vecchio amico di Okuni, morto troppo giovane in una strana lite (fushigi no kenka); per alleviare la sua tristezza inizia a cantare le canzoni alla moda ai suoi tempi, di cui una è una sorta di jōruri. Tutti questi canti vengono accompagnati da una danza kabuki. Alla fine dell'esibizione è già arrivato il momento dell'addio; Okuni, infine, canta tre canzoni, accompagnandole con una danza vivace. Il testo finisce con la cerimonia dell'O-harai.

### Scene
Ripercorriamo brevemente le scene del Kunijo kabuki ekotoba, secondo la successione di illustrazioni e testo:
1. Il primo quadro non ha testo, e raffigura l'area del teatro circondata da uno steccato con due piccoli ingressi e, all'esterno, persone di varie estrazioni sociali. All'interno, sulla scena, un grande tamburo e due danzatrici.
2. Nel II quadro è ritratto il padre di Okuni, un sacerdote del santuario di Izumo, accompagnato da un servo all'interno dell'area del tempio. Nel testo il sacerdote, dopo essersi presentato, afferma di aver fatto apprendere alla figlia il Kabuki odori e di aver intenzione di mandarla nella capitale perché possa diffondere lì la sua danza.
3. Nel III quadro è raffigurato il viaggio di Okuni e della sua compagnia verso Kyōto. Il testo costituisce il michiyuki道行('canto del viaggio') e la descrizione dei luoghi attraversati.
4. Il IV quadro rappresenta l'hanami花見, l'ammirazione dei ciliegi in fiore. Come si apprende dal testo, Okuni è giunta alla capitale, dove gli alberi, nel pieno della fioritura, suscitano tutta la sua ammirazione.

1. Il V quadro rappresenta la danza di Okuni in un giardino; nel testo, dopo aver celebrato la bellezza dei ciliegi, la danzatrice esprime la sua devozione per Amida e dichiara di voler eseguire la danza kabuki, facendo precedere a questa un nenbutsu odori, 念仏踊.
2. Nel VI quadro si assiste all'esibizione del nenbutsu odori, ma questa volta la danza è eseguita su un palcoscenico che richiama quello del Nō, con l'accompagnamento di due suonatori di tamburo e due cantanti, o narratori. Fra il pubblico si vede avanzare Nagoya Sanzaburō. Il testo è una celebrazione di Amida e contiene l'invito a tenere nel cuore il suo nome.
3. Il VII quadro mostra il giardino da cui avanza Nagoya. Il testo consiste nel dialogo che intercorre tra lui e la danzatrice. Okuni gli chiede di presentarsi, ed egli risponde di essere l'amico del passato che ritorna perché non ha potuto dimenticare il Kabuki.
4. Nell'VIII quadro appare di nuovo il palcoscenico, questa volta senza il pubblico. Nel testo il dialogo continua sul tema del riconoscimento. Nagoya accenna alla propria morte ed invita Okuni a danzare la kabuki odori 歌舞伎踊e a cantare.
5. Il IX quadro mostra gli spettatori che assistono rapiti alla danza kabuki.
6. Nel X quadro i due protagonisti, sulla scena, hanno il volto semicoperto; al loro fianco, altre due danzatrici. Nel testo Nagoya dice che intonerà un canto detto jōruri浄瑠璃. Le parole che seguono descrivono il suo amore per Okuni.
7. Il quadro XI ripropone la stessa scena del X, ma i due protagonisti sono in posizioni diverse rispetto al quadro precedente; i temi sono la malinconia suscitata dalla musica, la tristezza della separazione e la transitorietà della vita terrena.
8. Nel XII quadro è rappresentato un giardino con alberi di ciliegio;
9. Nel quadro XIII continua il disegno con la raffigurazione del pubblico. Il testo torna sul tema della tristezza della separazione.
10. Il quadro XIV presenta la danza dei due protagonisti insieme ad altri due personaggi; nel testo il narratore esprime la gioia nell'assistere alla danza kabuki eseguita da Okuni che è giunta, quale incarnazione del dio di Izumo (gongen), per allontanare il male dalla vita degli uomini.